# Siwa
För andra betydelser, se Siwa (olika betydelser).
Siwa är en stad och oas som är belägen väster om Qattarasänkan i Egyptens Västra öknen och fem mil öster om landets gräns till Libyen. Avståndet till huvudstaden Kairo är 56 mil.

Namnet Siwaoasen (Wāḥat Sīwah) kommer från berberspråkets Siwa som betyder "rovfågeln beskyddare av solguden Amon-Ra."
I guden Amons tempel fanns i forntiden ett berömt orakel som bland annat besöktes av Alexander den store (356-323 f.Kr.). Ruinerna är ett landmärke i Siwa och ett populärt turistmål.
Folket i oasen är mestadels etniska Berber som talar ett eget berberspråk som kallas taSiwit. De talar också arabiska som är Egyptens officiella språk. Det används allt oftare i vardagstal i samband med ökad inflyttning från andra delar av landet, främst av jordbrukare som tar vara på det för Egypten unika vattenöverskottet som finns i oasen. Jordbruk är den främsta sysselsättningen och inkomstkällan, till största del från odling av dadlar och oliver. Sedan vägar till Siwa anlades på 1980-talet och infrastrukturen utvecklades på 1990-talet är Siwa mindre isolerat. Ett flygfält används numera också för civil privattrafik. Turism har blivit en viktig resurs och nya hotell försöker använda traditionella byggmetoder med tegel av lera, sand, saltvatten och strå. Kring Siwa finns flera mindre oaser, många hundra friskvattenkällor och fler än femhundratusen dadelpalmer.

## Historia

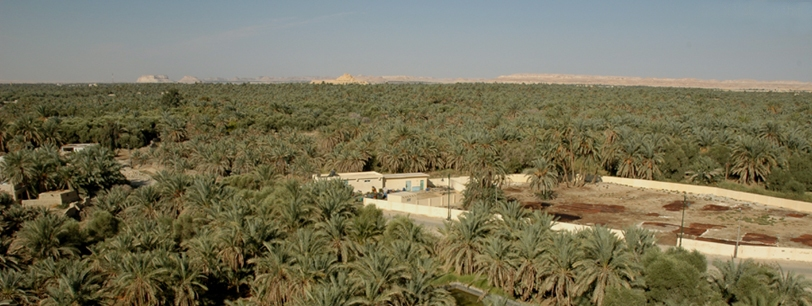
Siwaoasen sträcker sig bortom horisonten.

Oasen har varit bosatt åtminstone sedan 9000-talet f.Kr.. Det första belägget för en förbindelse med forntida Egypten är en nekropol som anlades i den 26:e dynastin. Siwa kallades då Sekht-am , "palmlandet".
Omkring samma tid vid 7:e århundradet f.Kr. fick Grekiska kolonister i Kyrene (Libyen) kontakt med oasen och Amons tempel (grekiskans Zeus Ammon).
Under en expedition till Siwa cirka år 525 f.Kr. förlorade den persiske storkonungen Kambyses II hela sin här till en sandstorm som blåste upp och begravde 50 000 man. Bland de som sökt efter kvarlevorna och skatterna återfinns László Almásy (på vilken romanen Den engelske patienten baserades) och den nutida geologen Tom Brown. Historien om Kambyses förlorade armé skrevs av  Herodotos (484-425 f.Kr.). Vid sitt besök fick han höra att tempelguden här gestaltade sig som en bagge. Han själv visste att berätta om en "solfontän" där vattnet rann som kallast i hettan mitt på dagen. Även Alexander lär ha doppat sig här. Idag samlas källans vatten i en pool som är en turistattraktion och omväxlande kallas Kleopatras eller Jupiters källa.
Alexander ska ha nått oasen ledd av fåglar i öknen under sitt fälttåg för att erövra Persien. Han avslöjade själv inget om sitt tempelbesök men enligt hovets krönikörer bekräftade oraklet att Alexander var en gudomlig gestalt och Egyptens rättmätige Farao.

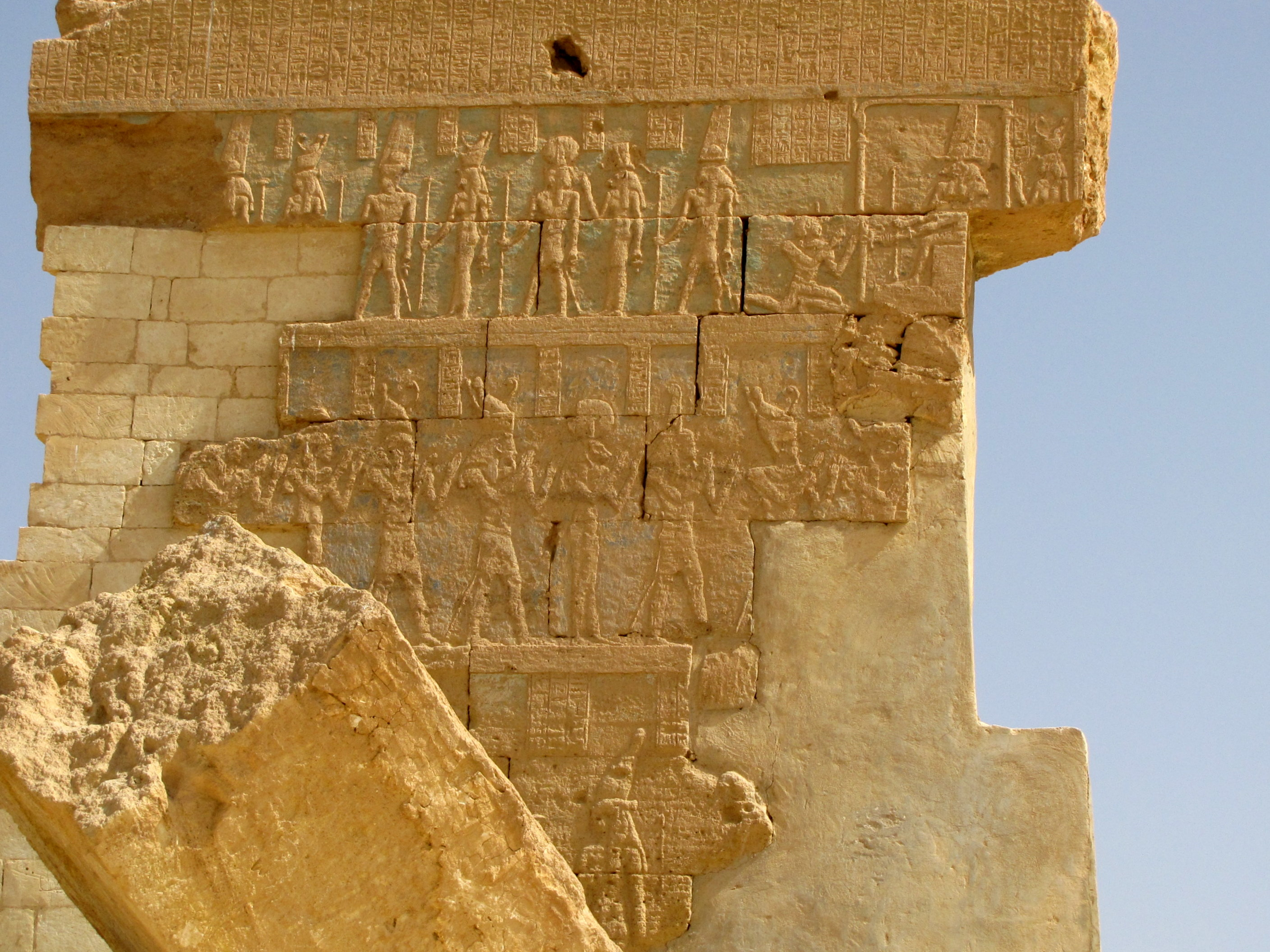
Amonoraklets tempel i Siwa.

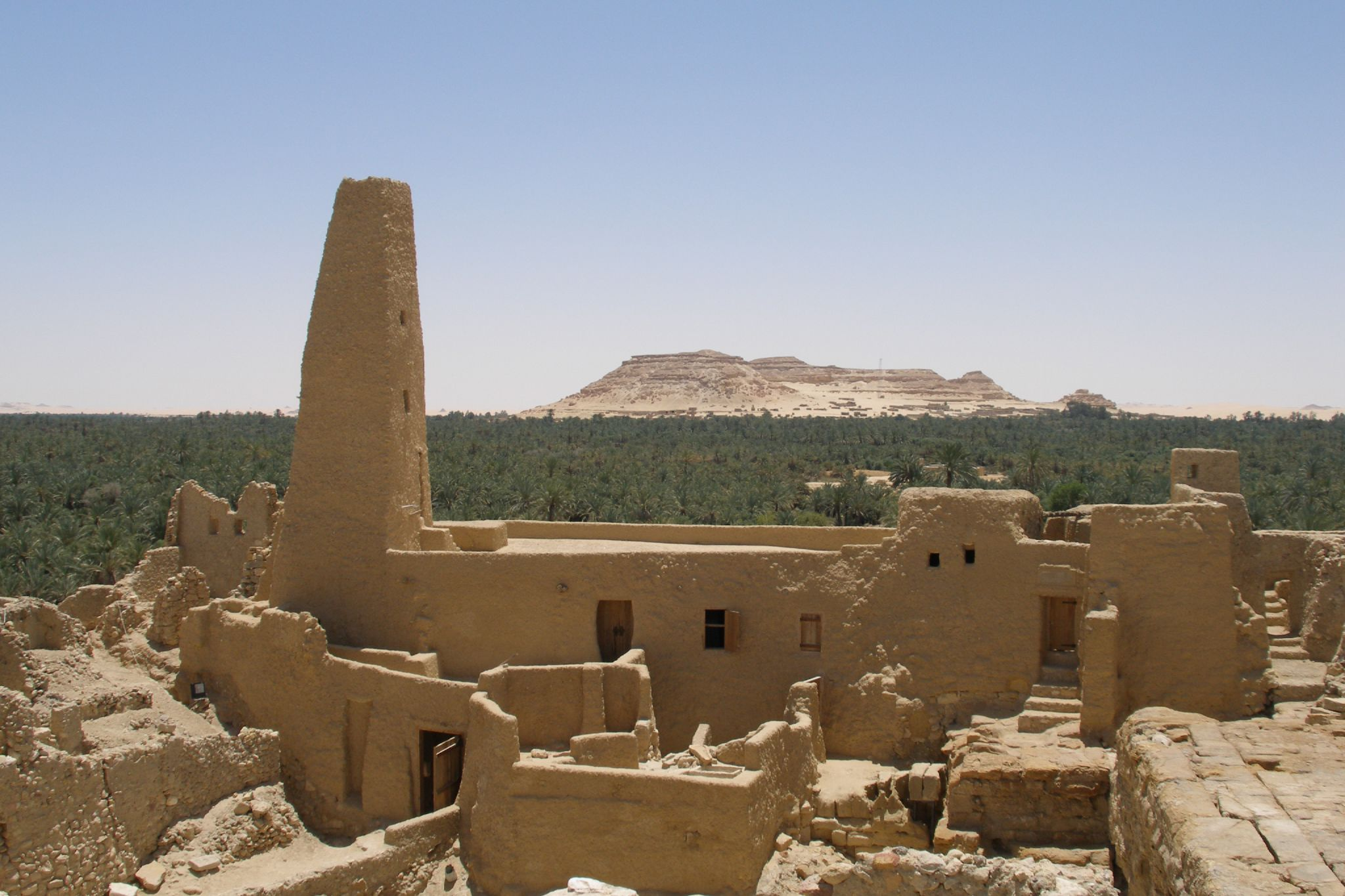
Oraklet Amons tempel i Siwa.

Romarna använde senare Siwa som en förvisningsplats. Få belägg finns för kristendom i Siwa men år 708 motsatte sig befolkningen en Islamisk armé och konverteringar ägde förmodligen inte rum innan 1100-talet. Siwas egna krönikor omnämner bara sju kristna familjer om totalt 40 män som ska ha levt i oasen år 1203. Den förste europén sedan romartiden som besökte Siwa var den engelske resenären William George Browne, som anlände år 1797 för att se oraklets tempel.
Oasen annekterades år 1819 av Egyptens vicekonung Muhammed Ali av Egypten men hans styre var dåligt underbyggt och präglades av åtskilliga revolter.
Under första och andra världskriget utspelades några krigsslag i Siwa. Den Brittiska arméns Long Range Desert Group var baserad där men den tyska Afrikakåren under befälhavaren Erwin Rommel tog oasen i besittning tre gånger. (Slaget vid el-Alamein år 1942 vände de allierades krigslycka i det nordafrikanska ökenkriget).
Landmärket i centrala Siwa är den gamla fortifierade staden Shali som är byggt på ett bergs sluttningar för att folket i sitt utsatta ökenläge skulle kunna värja sig från främlingar. Av samma säkerhetsskäl och för att bevara lugnet inom staden fick ogifta män ("klubbärarna") bo utanför murarna. Husen byggdes av palmstammar och ett lertegel med salt och strå och idag motsvarar bosättningens höjd fyra eller fem våningar. Mestadels är det ruiner eftersom klimatpåverkan fått husen att smälta, bokstavligen: Regn är okänt i Siwa men har nedfallit vid några tillfällen och löste då upp saltet i teglet. Fortfarande bor ett fåtal människor i Shali, i hus som har bevarats eller renoverats. Ett par mindre hotell i samma traditionella byggnadsstil har också uppförts vid bergets fot.
Oraklets uppenbarelser föll i vanrykte under den romerska ockupationen av Egypten. Fragment med inskriptioner från 300-talet f.Kr. finns inom ruinerna i den del av oasen som kallas Aghurmi. Från den romerska tiden finns en nekropol bevarad, Gebel al Mawta (de dödas berg), med ett dussintal uthuggna gravar. Turister besöker också palmträdgårdarna på halvön Fatnas vid kanten av en saltvattensjö. På senare år har sjön delvis dränerats för att begränsa påverkan av höjda vattennivåer i Siwa. Problemet berör hela oasen och orsakas av jordbrukets avrinning from okontrollerade källor.
Vad som kan vara världens äldsta fotavtryck upptäcktes i Siwa år 2007. Det kan eventuellt vara tre miljoner år gammalt. Egypten har satt upp Siwas fornminnesområde på sin tentativa världsarvslista.
Folket i Siwa har behållit egna traditioner och räknar sig inte i första hand som Egyptier. På hösten varje år hålls "månfesten" som också är en skördefest som avslutar säsongens mödor i fruktträdgårdarna. Män och kvinnor är separerade förutom inom familjen och när kvinnor lämnar hemmet bär de alltid heltäckande kläder och slöjor, lik den från Afghanistan beryktade "burqhan". Silversmide, korgflätning och mattvävning är de traditionella hantverken.

## Klimat
Siwa har ett ökenklimat och den högsta noterade sommartemperaturen är 48 grader fast temperaturer runt 35 grader är det normala. Luften är torr och vindarna varma. Sänkan som oasen ligger i bevarar temperaturen så att även nätterna är varma. Vintern är kylig på morgonen och kvällen efter solens nedgång. Den lägsta noterade temperaturen är minus fyra grader. Under dagtid värmer solen och klimatet är behagligt.
|                   | Jan  | Feb  | Mar  | Apr  | Maj  | Jun  | Jul  | Aug  | Sep  | Okt  | Nov  | Dec   |
| ----------------- | ---- | ---- | ---- | ---- | ---- | ---- | ---- | ---- | ---- | ---- | ---- | ----- |
| Medeltemperatur   | 12,2 | 14,1 | 17,2 | 21,7 | 25,7 | 28,9 | 29,6 | 29,4 | 27,1 | 23,0 | 17,6 | 13,13 |
| Högsta medeltemp. | 19   | 21   | 25   | 30   | 34   | 37   | 38   | 37   | 35   | 32   | 26   | 21    |
| Lägsta medeltemp. | 3    | 5    | 7    | 11   | 16   | 18   | 20   | 20   | 17   | 14   | 10   | 5     |
|                   |      |      |      |      |      |      |      |      |      |      |      |       |
| Nederbörd         | 1,0  | 1,3  | 1,0  | 0,9  | 0,8  | 0,0  | 0,0  | 0,0  | 0,0  | 0,2  | 1,1  | 2,1   |

| temperaturer i °C • månadsnederbörd i mm • Källa: World Climate Weatherbase |

## Bilder

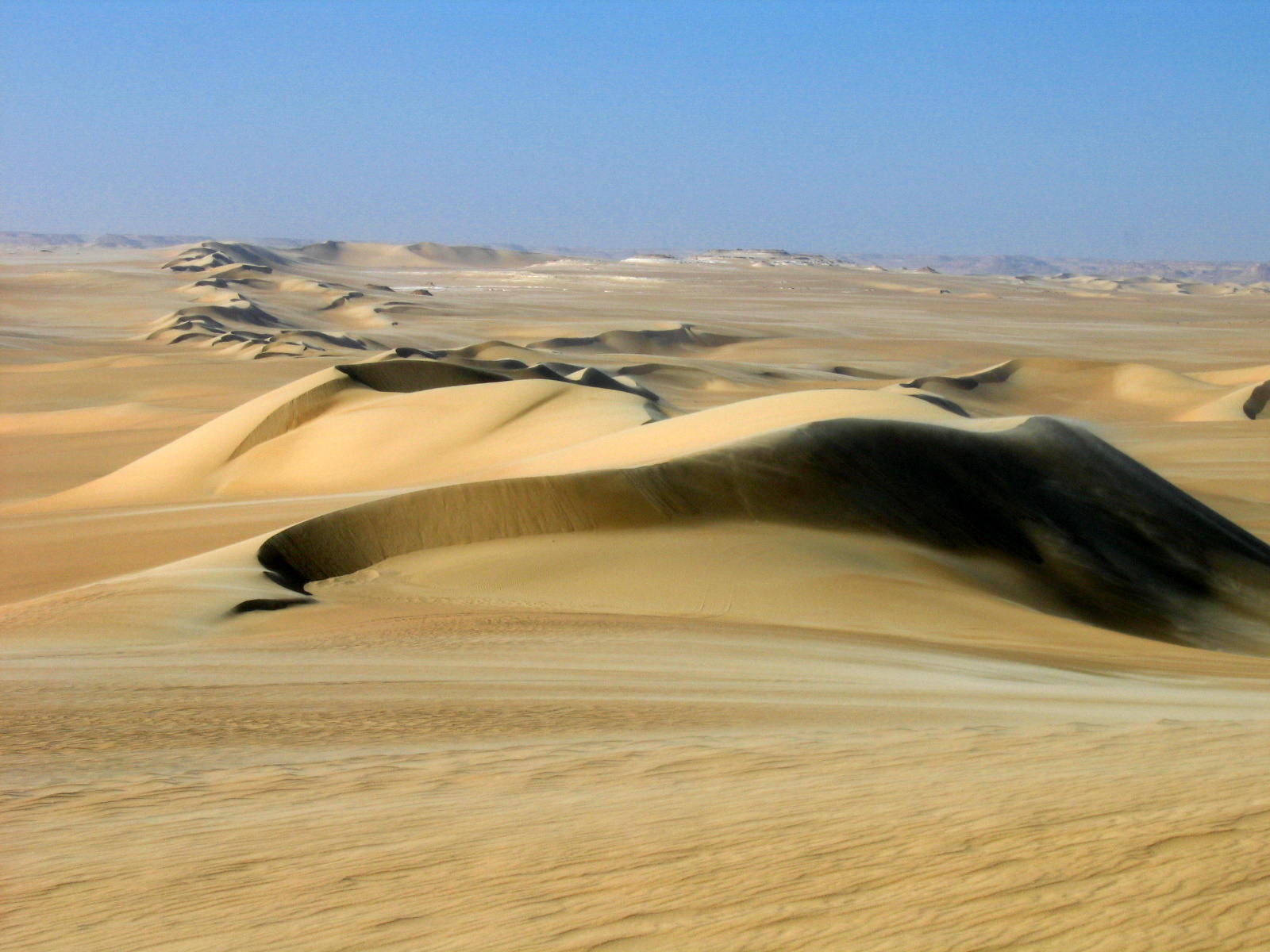
Öken och sanddyner
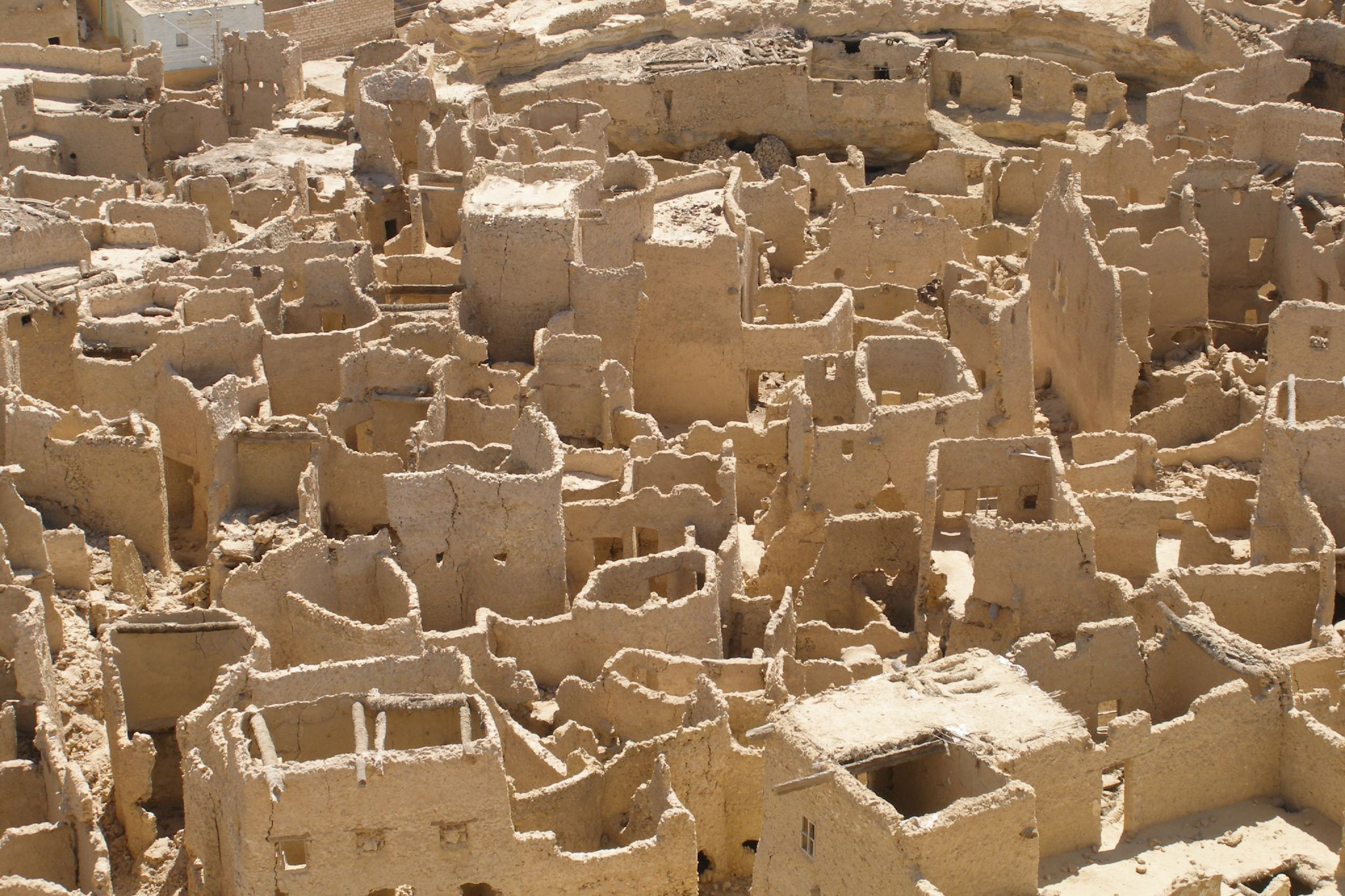
Forntida Shali från ovan
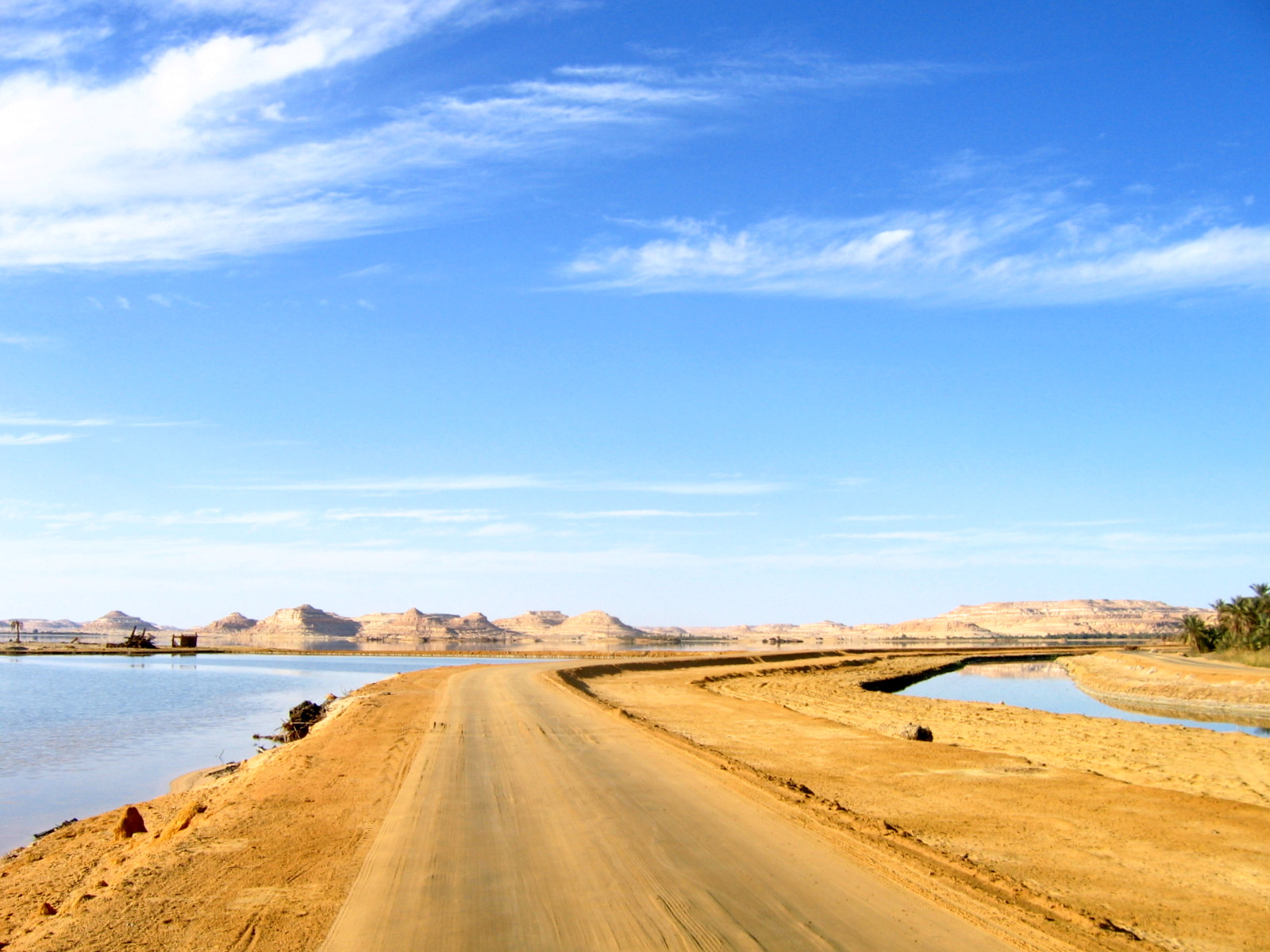
Väg ut från Siwa
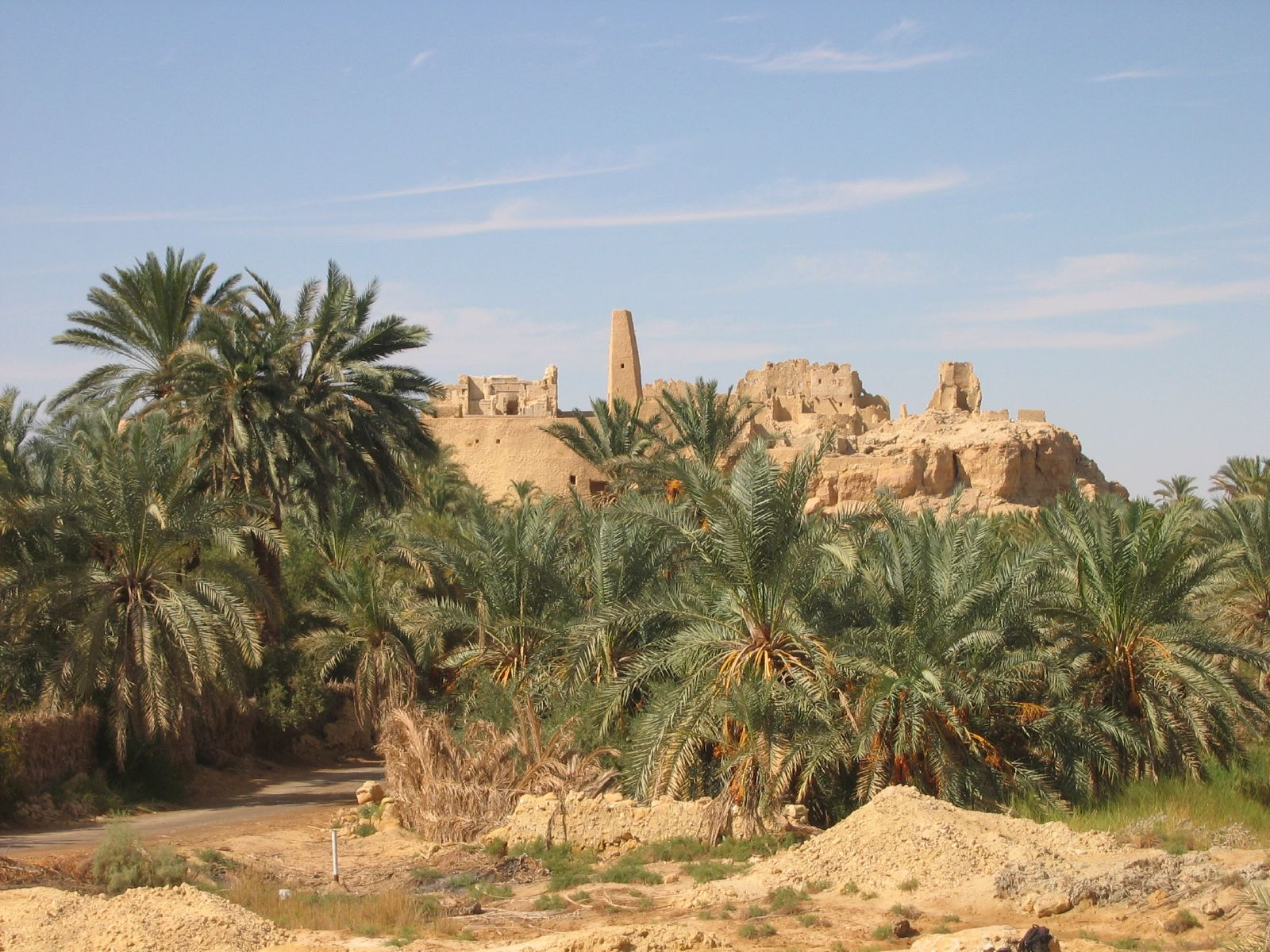
Vy mot templet
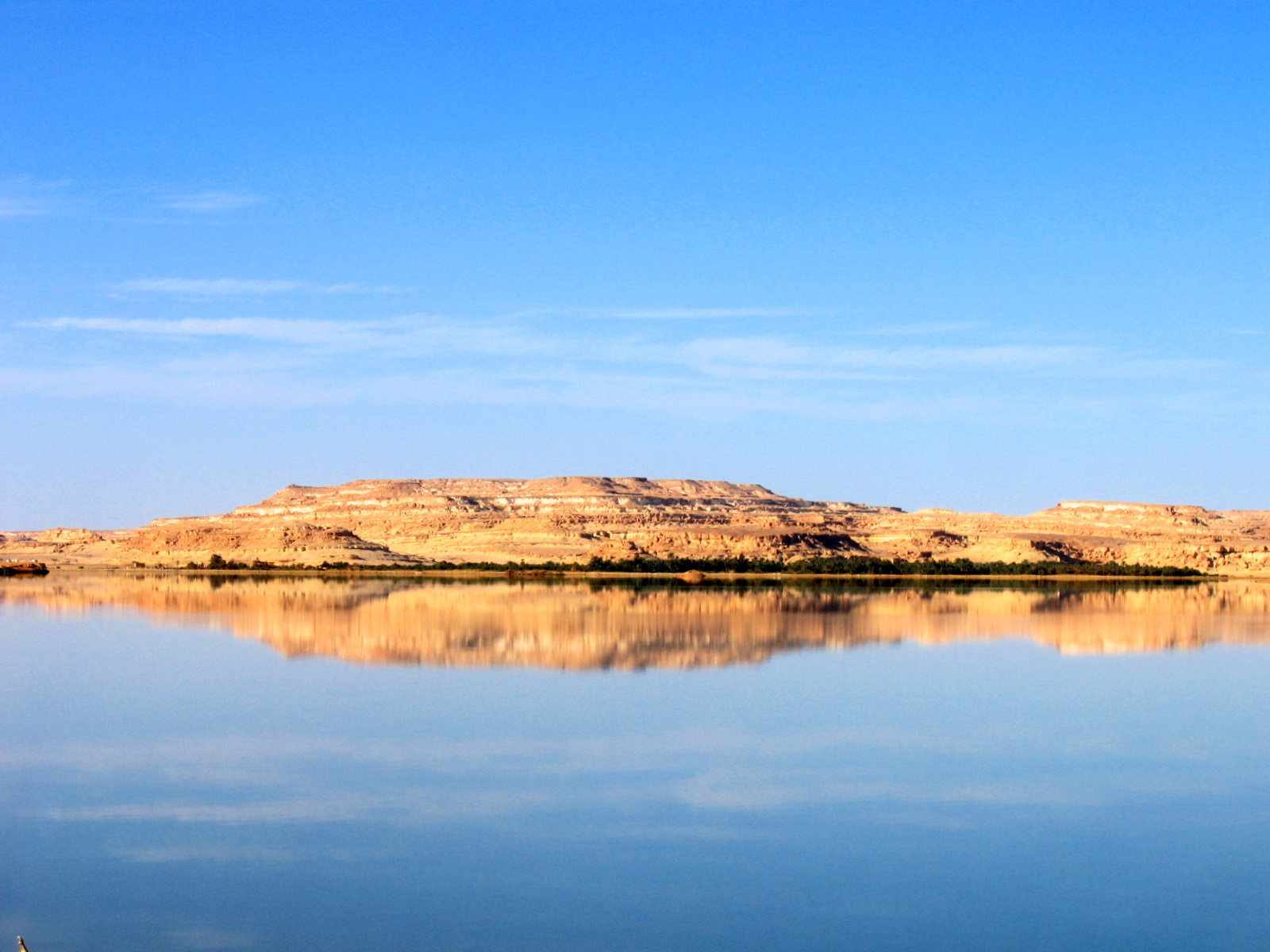
Vattenförekomst
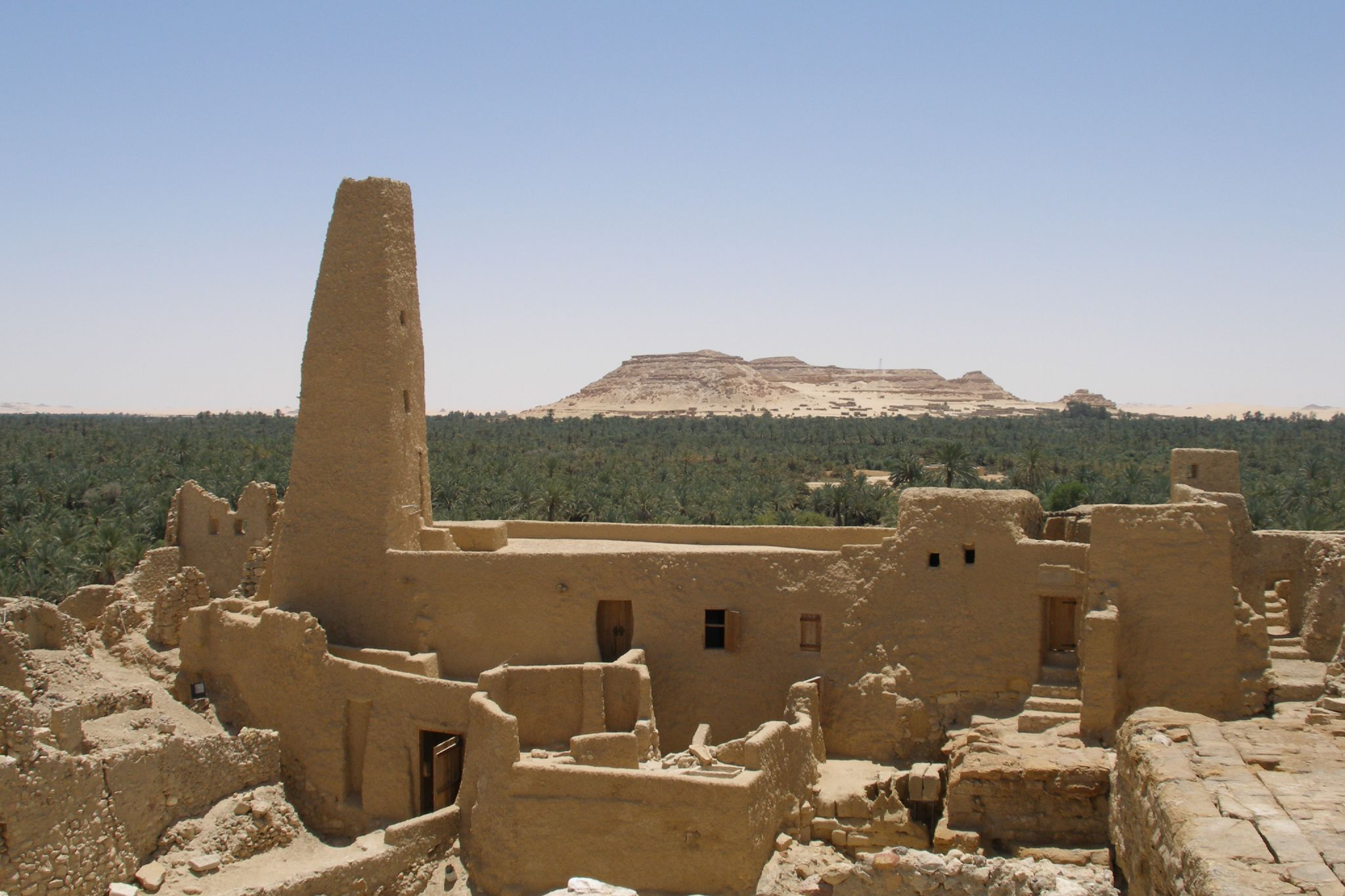